# Live (Ewa Farna album)
Live är det andra livealbumet från den polska sångerskan Ewa Farna. Det släpptes den 14 november 2011 på polska. En tjeckisk version med titeln 18 Live släpptes också i november. Materialet spelades in under en konsert i Sosnowiec och släpptes både på CD och DVD.

## Låtlista

### CD
1. Razem sama na sam - 4:59
2. S.O.S. Pomocy! - 4:51
3. Nie jesteś wyspą - 4:12
4. La la laj - 4:18
5. Uwierzyć - 4:45
6. Nie chcę się bać - 5:20
7. Cicho - 5:35
8. Maska - 3:50
9. Nie przegap - 4:56
10. Ekranowa Lalka - 6:20
11. Ewakuacja - 4:22
12. Deszcz - 6:28

### DVD
1. Razem sam na sam
2. S.O.S. Pomocy!
3. Tam gdzie nie ma dróg
4. Nie jesteś wyspą
5. Śmiej Się
6. Dmuchawce, latawce, wiatr
7. La la laj
8. Uwierzyć
9. Nie chcę się bać
10. Ogień we mnie
11. Cicho
12. Kto więcej da?
13. Zwiodę Cię
14. Maska
15. Nie przegap
16. Bez Łez
17. Ekranowa Lalka
18. Wyrwij się
19. Ewakuacja
20. Deszcz

## Listplaceringar
| Lista (2011) | Topplacering |
| ------------ | ------------ |
| Polen        | 14           |